# Høle
Høle är en tätort i Sandnes kommun i Rogaland fylke i sydvästra Norge. Orten ligger vid sidan av fylkesväg 508, på västra sidan av Høgsfjorden. Den utgjorde tidigare centralort i dåvarande Høle kommun.